# El último refugio (novela)
El último refugio (título original en inglés The last runaway) es una novela histórica escrita en 2013 por Tracy Chevalier. Salió a la venta en España en octubre de 2013.

## Argumento
Honor Bright es una joven inglesa cuáquera y gran tejedora de edredones que en 1850 viaja a Ohio junto a su hermana Grace. Al llegar a su destino, Grace muere de fiebre amarilla y Honor debe encontrar recursos para vivir su nueva vida. Para empezar, pasa unos días junto a Belle Mills, una sombrerera que oculta a esclavos fugitivos, y conoce al hermano de Belle, Donovan, que precisamente se dedica a perseguir esclavos. Después vive con Adam, el antiguo prometido de su hermana, y la cuñada de este, que acaba de enviudar. La convivencia es difícil y la comunidad de cuáqueros los obliga a cambiar de estilo de vida: Adam se casa con su cuñada y Honor hace lo propio con Jack Haymaker, el hijo de una familia de granjeros por el que se sintió atraída. De este modo, Honor entra a formar parte del clan de los Haymaker. Es entonces cuando empieza a interesarse por los esclavos negros fugitivos y ayuda a los que pasan por sus tierras, una acción fuera de la ley que tendrá sus consecuencias. 

## Críticas
La novela tuvo una acogida moderada, siendo calificada como entretenida de leer, pero sin estar a la altura de otras obras de la misma autora.